# Emir of Qatar Cup 2022
Der Emir of Qatar Cup 2022  war die 50. Austragung eines Ko-Fußballwettbewerbs in Katar. Das Turnier wurde vom katarischen Fußballverband organisiert. Es begann mit einem Spiel der Vorrunde am 14. Januar 2022 und endete mit dem Finale am 18. März 2022. Teilnehmer waren die Mannschaften der ersten und zweiten Liga.

## Termine
| Runde         | Datum                  |
| ------------- | ---------------------- |
| Vorrunde      | 14. Januar 2022        |
| Achtelfinale  | 13. – 16. Februar 2022 |
| Viertelfinale | 5. – 6. März 2022      |
| Halbfinale    | 14. März 2022          |
| Finale        | 18. März 2022          |

## Vorrunde
|                 | Ergebnis        |                |
| --------------- | --------------- | -------------- |
| 14. Januar 2022 |                 |                |
| Mesaimeer SC    | 2:2 (4:5 i. E.) | Al-Markhiya SC |

## Achtelfinale
|                        | Ergebnis |                   |
| ---------------------- | -------- | ----------------- |
| 13. Februar 2022       |          |                   |
| al-Sadd Sports Club    | 1:0      | Muaither SC       |
| Qatar SC               | 2:1      | al-Shamal SC      |
| 14. Februar 2022       |          |                   |
| al-Ahli SC             | 3:0      | Al-Markhiya SC    |
| Al-Arabi SC            | 0:2      | al-Sailiya        |
| 15. Februar 2022       |          |                   |
| al-Duhail SC           | 4:2      | al-Khor SC        |
| al-Rayyan SC           | 1:0      | Umm-Salal SC      |
| 16. Februar 2022       |          |                   |
| al-Gharafa Sports Club | 4:0      | al-Kharitiyath SC |
| al-Wakrah SC           | 3:1      | Al-Shahania SC    |

## Viertelfinale
|                     | Ergebnis              |                        |
| ------------------- | --------------------- | ---------------------- |
| 5. März 2022        |                       |                        |
| al-Sadd Sports Club | 4:0                   | al-Ahli SC             |
| al-Rayyan SC        | 3:3 n. V. (4:5 i. E.) | al-Wakrah SC           |
| 6. März 2022        |                       |                        |
| al-Sailiya          | 1:4                   | al-Duhail SC           |
| Qatar SC            | 1:2                   | al-Gharafa Sports Club |

## Halbfinale
|                        | Ergebnis |              |
| ---------------------- | -------- | ------------ |
| 14. März 2022          |          |              |
| al-Sadd Sports Club    | 2:3      | al-Duhail SC |
| al-Gharafa Sports Club | 4:1      | al-Wakrah SC |

## Finale
|               | Ergebnis |                        |
| ------------- | -------- | ---------------------- |
| 18. März 2022 |          |                        |
| al-Duhail SC  | 5:1      | al-Gharafa Sports Club |